# Eugenio von Renazzi
Eugen(io) von Renazzi, auch Eugenio Renazzi del Castello (de’ Britti) (* 22. Dezember 1863 in Rom; † nach 1914), war ein italienischer Genre-, Porträt- und Landschaftsmaler.

## Leben
Renazzi studierte von 1883 bis 1888 an der Accademia di Belle Arti in Florenz. In Florenz stellte er auch aus. Er führte später den Namenszusatz „del Castello de’ Britti“, einer Burg in San Lazzaro di Savena. Um die Jahrhundertwende lebte und arbeitete er bereits im Raum München, ansässig in Schleißheim. Hier war er als Eugen bzw. Eugenio von Renazzi geläufig. Er signierte seine Werke mit „EVRENAZZI“.
Von Renazzi war mehrere Jahre mit der Majorswitwe von Holstein befreundet. Als diese 1913 verreist war, ersetzte er in ihrer Wohnung befindliche Gemälde aus ihrem Privatbesitz mit selbst angefertigten Kopien. Er wurde dafür Mitte 1915 in München gerichtlich zu einer Freiheitsstrafe von einem Monat verurteilt, was das oft angegebene Todesjahr 1914 widerlegt.
Werke (Auswahl)
- Vor dem Sturm (Gemälde) ausgestellt in der großen Berliner Kunstausstellung 1901.[3]